# Virgen de la Candelaria (Puerto Rico)
La Virgen de la Candelaria es una advocación mariana de la Iglesia católica que se originó en las Islas Canarias (España). La devoción a La Candelaria llegó a la isla de Puerto Rico de mano de la emigración canaria.

## Historia
Aunque la emigración de gentes llegadas de las Islas Canarias a Puerto Rico comenzó desde el mismo momento de la conquista de la isla caribeña, no sería hasta los siglos XVIII y XIX en que se produce una gran oleada continua de emigrantes canarios. De hecho, al menos, el 35 % de los pueblos, ciudades y localidades puertorriqueñas fueron fundados por familias canarias.
Del mismo modo que en Estados Unidos los emigrantes irlandeses llevaron consigo la devoción a San Patricio. En Puerto Rico, los emigrantes canarios manifestaron la devoción por su Patrona dedicándole ciudades como Mayagüez, originalmente fundada por canarios en 1763 como "Nuestra Señora de la Candelaria de Mayagüez", así como iglesias que construyeron por todo el territorio insular borinquén, principalmente en el norte, centro y oeste del país.
La Candelaria gozó de tanta popularidad en Puerto Rico que su fiesta se contaba entre las cuatro festividades principales que se celebraban en la isla, junto a la de San Juan Bautista, santo patrono de la ciudad capital, la del Corpus Cristi y la de Santa Rosa de Lima.
Los canarios también llevaron a Puerto Rico la devoción a Santa Rita de Casia y le construyeron una ermita en el pueblo de Añasco que también fundaron los isleños.

## Celebraciones
La Candelaria es una advocación actualmente muy venerada en todo Puerto Rico, especialmente en la citada ciudad de Mayagüez, tercera ciudad en importancia de la isla. En esta ciudad, la Virgen es venerada en la Catedral de Nuestra Señora de la Candelaria de Mayagüez. En su día grande del 2 de febrero, la figura de la Virgen es paseada por toda la ciudad subida encima del camión de bomberos, en una procesión multitudinaria que termina a altas horas de la noche, con una eucaristía que da paso a fuegos artificiales y música. 
En Puerto Rico, la Virgen de la Candelaria es también patrona de las ciudades de Lajas, Coamo y Manatí, lugares en donde se celebra una gran fiesta en su honor.